# Brezje pri Dobjem
Brezje pri Dobjem je naselje v Občini Dobje.